# Melun
Melun je město ve střední části Francie, v departementu Seine-et-Marne a v regionu Île-de-France. Je sídlem prefektury.

## Geografie
Melun leží asi 50 km jihovýchodně od Paříže na břehu řeky Seiny, mezi Brie a Gâtinais. Má tři části: l'île Saint-Étienne v řece, část na jižním břehu řeky a na Varennské rovině, která se postupně zvedá k lesu Fontainebleau a část na severním břehu, která se postupně zvedá k plošině Brie.
Sousední obce: Voisenon, Rubelles, Vert-Saint-Denis, Maincy, Le Mée-sur-Seine, Vaux-le-Pénil, Dammarie-lès-Lys a La Rochette.

## Dějiny
Dějiny města začínají již v roce 52 př. n. l. (Melodunum). Jeho středověké dějiny začínají v 6. století. Král Chlodvík povýšil město na vévodství a opevnil hradbami. Bohatství města lákalo Vikingy, kteří ho dvakrát vyplenili (852 a 886).
V Melunu často sídlili první Kapetovci. V roce 1420 město obléhali Angličané a Burgunďané. Z tohoto období pochází místní heslo: Fides muris usque ad mures (Věrni hradbám až do snědení krys).
V roce 1790 vznikl departement Seine-et-Marne z částí Île-de-France, Brie, Champagne a Gâtinais. Melun se stal sídlem prefektury.

## Hospodářství
Ve městě a okolí je rozvinutý průmysl dopravních strojů, letecký a farmaceutický průmysl a pivovarnictví. Město se proslavilo výrobou sýru Brie.
Na ostrově na řece se nachází věznice pro těžké zločince.

## Památky
- Notre-Dame de Melun: kostel založený v 11. století
- Opatství Saint-Sauveur z 11. století
- Botanická zahrada: založena r. 1795
- Městské muzeum
- Radnice (1847–1848)

## Vývoj počtu obyvatel
Počet obyvatel

## Významné osobnosti
- Blanka Kastilská (1188–1252), francouzská královna a po manželově smrti regentka Francie za nezletilého syna Ludvíka IX.
- Jacques Amyot (1513–1593), biskup, překladatel Plutarchových a Longinových děl z řečtiny, jeho jméno nese místní lyceum
- Nicolas Fouquet (1615–1680), ministr financí za vlády Ludvíka XIV.
- Louis-Antoine Beaunier (1779–1835), technik, tvůrce první francouzské železniční dráhy
- Anna Gavalda (* 1970), spisovatelka
- Lilian Thuram (* 1972), bývalý fotbalista, hráč s nejvyšším počtem reprezentačních start za Francii
- Claude Makélélé (* 1973), fotbalista
- Laure Manaudou (* 1986), olympijská vítězka v plavání 2004

## Partnerská města
- Crema, Itálie, 2001
- Ouidah, Benin, 2003
- Spelthorne, Spojené království, 1990
- Stuttgart, Německo, 1985